# Душко Шљиванчанин
Душко Шљиванчанин (Жабљак, 3. јануар 1965) је пензионисани пуковник Војске Југославије и Војске Србије. Био је ратни командант 53. граничног батаљона Приштинског корпуса Војске Југославије током битке на Кошарама.

## Биографија
Душко (Милан) Шљиванчанин је рођен 3. јануара 1965. у селу Крш, околина Жабљака. Основну школу је завршио у родном месту, а средњу економску школу у Подгорици. Војну академију је уписао 1984. године у Сарајеву. Службовао је у више гарнизона. Прво у Нишу, онда у Куршумлији, па Урошевац и на крају долази у Ђаковицу.